# وايفين فلاغ (أغنية)
«وايفين فلاغ» (بالإنجليزية: Wavin' Flag)‏ هي أغنية لكينان من ألبومه تروبادور، والذي وصل إلى المرتبة الثانية في أحسن 100 أغنية في كندا. ثم تم إعادتها من قبل مجموعة مغنين كنديين، وذكرت بفنانون شباب لهايتي، أصبحت أغنية فردية خيرية لزلزال هايتي، مما أوصلها إلى المرتبة الأولى في أحسن 100 أغنية في كندا. كما ظهرت نسخة من الأغنية فيها ويل آي آم وديفيد جوتا للإصدار العالمي. الأغنية أيضا هي لحن لعبة الفيديو إن بي آي 2ك10.
تم اختيار الأغنية بأن تكون أغينة كوكا كولا الإشهارية لبطولة كأس العالم لكرة القدم 2010، التي تستضيفها جنوب أفريقيا. النسخة الإنجليزية صدرت تحت اسم "Wavin' Flag (The Celebration Mix)" من أداء كينان وقد صدرت عدة نسخ من الأغنية بعدة لغات. حيث أدت نانسي عجرم النسخة العربية مع كينان. وصلت هذه الأغنية إلى المرتبة الأولى في ألمانيا، سويسرا وأستراليا.